# El Morabet
El Morabet o Morabito, -(el término tiene su origen en cómo se designaba al musulmán que hacía vida similar a la de los ermitaños)-, sito en el llano de Marchuquera, junto a la carretera de Albaida, en el municipio de Gandía, en la comarca de La Safor, de la provincia de Valencia; es un bien catalogado como de interés cultural, según consta en la Dirección General de Patrimonio Cultural de la Consejería de Turismo, Cultura y Deporte de la Generalidad Valenciana, con número de anotación ministerial R-I-51-0004719 y fecha de disposición 11 de octubre de 1982.

## Descripción histórico-artística
Se trata de una construcción insólita, de difícil datación, pese a que atendiendo a la fábrica y tipo de construcción, podría ser del siglo XVII.
En 1962, -en un manuscrito de Antonio Sancho Santamaría-, se hace una de las primeras referencias escritas del edificio y se dice que recuerda a los "morabitos norteafricanos". Más tarde, en 1970, en un artículo del historiador José Camarena, publicado en el diario Ciutat, se menciona también esta singular construcción, con la denominación de morabito. Y así se conoce popularmente el edificio.
Este controvertido edificio presenta planta cilíndrica (de dos plantas comunicadas entre sí por una escalera), cubierta con una bóveda de mampostería de unos 7 metros de diámetro y una altura total de 6 metros, rematada en una pequeña linterna. En la planta superior presenta un vano en el lado este. En la parte baja se encuentra la puerta de acceso y ventanas de pequeñas dimensiones a modo de aspilleras. Presentaba una especie de amurallamiento por un segundo recinto en forma de corona, que se piensa debía estar cubierto coincidiendo con la base de la bóveda, ya que aparecen huecos y muescas en los que debían apoyarse las viguetas de la cubierta. El acceso a este espacio se realiza a través de una puerta de arco apainelado rebajado.
Los materiales empleados en su construcción son cantos rodados gruesos, piedra troceada para la bóveda, y ladrillo en las puertas y ventanas. Se sabe que a corta distancia, unos 100 metros existió un edificio de similares características, más pequeño y con una sola altura, aunque no hay restos actualmente.
El edificio es actualmente propiedad del Ayuntamiento de Gandía, que inició un proyecto para su restauración, el cual dio lugar a una nueva hipótesis sobre el origen y uso del monumento. El equipo de arqueólogos que realizó la primera fase de intervención arqueológica en el edificio, Juan Cardona (director del Museo Arqueológico de Gandía) y Paco Blay, desligó su creación de la presencia islámica en la ciudad y confirmó su construcción en el siglo XVII. Para estos arqueólogos, con toda probabilidad el edificio fue concebido para ser un punto de transferencia de hielo, que se transportaba desde las neveras que recogían la nieve en las montañas. Allí se almacenaba para abastecer a la ciudad. Según los expertos podría ser la única «nevera de transferencia de hielo» de la que se tiene constancia en la Comunidad Valenciana. Pese a ello, los arqueólogos autores del estudio consideran que los datos de su trabajo no son firmes, sino que abren una nueva hipótesis, por tanto cuestionable. Su investigación sigue la línea sobre el origen del edificio basada en los topónimos locales de la zona, conocida popularmente como La Nevasca; por referencias en el entorno, como el camino de La Nevera; y en datos topográficos.se sabe que desde la época medieval se comercializaba el hielo de las montañas de la Falconera, lo cual, unido a los datos extraídos de la excavación arqueológica, llevó a los arqueólogos a plantear esta nueva hipótesis. Se trataría por tanto de un depósito intermedio entre el lugar de producción del hielo y de consumo. Pero no hay consenso entre especialistas, ya que entre otros, Jorge Cruz, especialista valenciano en el comercio de la nieve y sus instalaciones, pone en duda esta línea de interpretación ya que el edificio no presenta un pozo o cava para recoger hielo, que es típico en todas las instalaciones de estas características.